# 威爾科克斯 (內布拉斯加州)
威爾科克斯（英語：Wilcox）是位於美國內布拉斯加州卡尼縣的村。

## 人口
根據2020年美國人口普查的數據，威爾科克斯的面積為1.29平方千米，皆為陸地。當地共有人口331人，而人口密度為每平方千米257人。